# Zen Mast
Zen Mast (tatramajjhattata) is een kunstwerk uit 2023 van de kunstenaar Jeroen Doorenweerd. dat in de kom van de Amsterdamse Houthaven ligt.  Het werk bestaat uit een 30 meter hoge mast van bewerkt naaldhout, die onder water rust op drie 9 meter lange buispalen, maar die verder vrij lijkt te dobberen.
Het werk beoogt een scheepsmast weer te geven, zoals deze vroeger in de haven te zien waren voordat deze plaats over werd gegeven aan de woningbouw. De ondertitel van het werk, tatramajjhattata, verwijst naar het boeddhistische concept "gelijkmoedigheid", hetgeen zou staan voor een innerlijke rust en balans die iemand stabiel zou maken. De mast gesymboliseert deze balans, de mast kan door de wind sterk heen en weer gewiegd worden, maar zal niet omslaan.
Boven op de mast zit een rondschijnende lamp, en de mast wordt vanuit de drijver door drie schijnwerpers uitgelicht.